# Lasioglossum peraustrale
Lasioglossum peraustrale là một loài Hymenoptera trong họ Halictidae. Loài này được Cockerell mô tả khoa học năm 1904.

## Hình ảnh

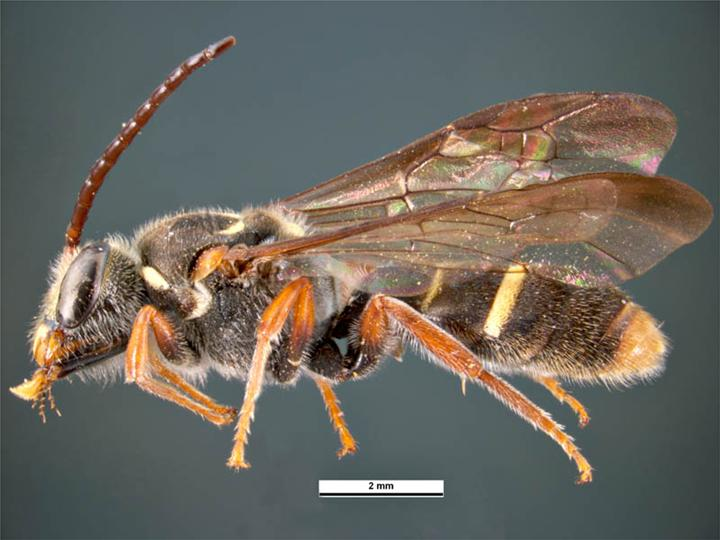